# Wallophis brachyura
Wallophis brachyura (лат.) — вид змей семейства ужеобразных. Обитает в Северной Индии, (район Пуна и Висапур, Мумбаи). Единственный вид рода Wallophis F. Werner, 1929. Ранее этот вид относили к роду медянок.

## Описание
Сверху оливково-коричневая, с нечёткими светлыми пятнами на передней половине тела и голове; нижние части беловатые. Общая длина: самцы 515 мм, хвост 75 мм; самки 460 мм, хвост 55 мм.